# عبد الله بن فودي
عبد الله بن محمد فـُودُيِ (بالإنجليزية: Abdullahi Dan Fodio) بن عثمان بن صالح بن هارون بن محمد غُرْطُ بن جُبّ بن محمد سَمْبُ بن أيوب بن ماسِران بن بوب بابَ بن موسى جُكُـلُّ.

## لقبه وكنيته
يلقب بالوزير ونادرة الزمان وعلامة السودان، ويكنى بأبي محمد.

## مولده
كان مولده في قرية طقِل على الأشهر؛ وهي قرية تابعة لمملكة غوبر، في حوالي عام (1180هـ - 1766م) .

## نشأته
نشأ الشيخ في أسرة متدينة ومثقفة بثقافة علمية عالية، حيث أنّ 85% من علمائه كانوا بين الآباء والأجداد والأعمام كما سنرى في هذا الكتاب، وقد كان بينهم - منذ صغره - مشتغلا بالدعوة إلى الله تعالى، عفيفا متدينا، ذا خلال مرضية وأخلاق حسنة، جميل العشرة، كريم الصحبة، كثير الحياء والشفقة على الخلق، متواضعا، طلق الوجه، حليما رحيما بالمؤمنين.

## مذهبه وعقيدته وطريقته
كان الإمام الشيخ عبد الله مالكيا، أشعريا، قادريا.

## أقوال بعض العلماء العارفين عنه
يقول عنه الشيخ محمد بللو بن الشيخ عثمان بن فودي رضي الله تعالى عنهم جميعا، هو: «..العالم العلامة، النظار الفهامة، شيخنا البركة المصنّف المفسر المحدّث، الراوية الحافظ، المقرئ المجوّد، النحوي اللغوي، البياني المتفنن، الآخذ من كل فنّ بأوفر نصيب، الراتع من كل علم في مرعاه الخصيب، الشهير الرحالة، آخر السادات الأعلام، وخاتمة النظار، ذو التحقيقات البديعة، والأبحاث الأنيقة الغريبة، المتفق على علمه وهديه، ممن قلّ سماح الزمن بمثله، ومن الأفراد السنية في فنون الشرع، له القدم الراسخة والرحب الواسع في كل مشكل، سيف الله على ذوي البدعة، معدن الصدق والعلم، وزناد الفهم، كان آية في تحقيق العلوم، مفرط الإطلاع على المنقول في الفنون، جامع شتات العلوم، فاضل وقته، وأعجوبة أوانه... وهو العجب العجاب، صحب الشيخ من صغره، ووازر الشيخ وخدم له، وكفاه المهمات من أمره، وجاهد في الله، وقام بأمواله، لا تأخذه في الله لومة لائم، وسار بمسيرة حسنة، ووصل الأرحام، وشفى الأسقام» .

## تلاميذه
تخرّج على يد الشيخ من العلماء ما لا يحصى عددهم إلا الله تعالى، وأشهرهم:
1.الشيخ محمد سعد بن الشيخ عثمان بن فودي.
2.الشيخ محمد بللو بن الشيخ عثمان بن فودي.
3.السيدة العالمة أسماء بنت الشيخ عثمان بن فودي.
4.الشيخ العلامة سعد بن عبد الرحمن .
5.ابنه الشيخ العلامة علي بن عبد الله بن فودي.
6.الشيخ محمد مودي .
7.الشيخ محمد البخاري.

## من مؤلفاته
في التفسير وعلوم القرآن: 
1.مفتاح التفسير: وهو عبارة عن نظم كتابي «الإتقان» و «النقاية» في علوم القرآن، للحافظ السيوطي، تزيد أبياته.
2.ضياء التأويل في معاني التنزيل: يقع في (4) أجزاء.
3.كفاية ضعفاء السودان: فهو تلخيص ضياء التأويل.
4.الفرائد الجليلة وسائط الفوائد الجميلة: وهو عبارة عن نظم علوم القرآن التي أوردها الشوشاوي في كتابه.
5.شكر الإحسان على منن المنان: شرح فيها ما في كتاب «النقاية» للحافظ جلال الدين السيوطي.
في الفقه والحديث والسيرة:
6.ضياء الأمة في أدلة الأئمة: تناول فيه: الطهارة، الصلاة، الزكاة، الحج...
7.اللؤلؤ المصون: وهو منظوم الأول المذكور.
8.كتاب الترهيب: ويحتوي على الترغيب في المحافظة على الصلاة، والترهيب عن الغفلة عنها.
9.ضوء المصلي: ذكر فيه حكم قضاء الفوائت وأحكام السهو في الصلاة...
10.كتاب العادات على سنة الرسول وتابعيه السادات: تناول فيها بعض العبادات والمعاملات.
11.ضياء الأنام في الحلال والحرام.
12.كفاية العوام: تناول فيها – نظما - حكم البيع والشراء، وما يحل فيها وما يحرم.
13.سراج الجامع للسيوطي: يتناول الحديث عن كيفية جمع البخاري لصحيحه...
14.كتاب النيات في الأعمال الدنيوية والدينية: وهي عبارة عن مجموعة من الأحاديث النبوية التي تحث على إخلاص النية ومراعات السنة.
15.ضياء أولي الأمر: أودع فيها سيرة النبي وأبي بكر الصديق وعمر بن الخطاب وعثمان بن عفان وعلي بن أبي طالب وعمر بن عبد العزيز.
في العقيدة والتصوّف:
16.منن المنّان لمن أراد شعب الإيمان في التصوف.
17.مطية الزاد: أورد فيه العديد من الأحاديث التي تحثّ على الزهد.
18.ضياء القواعد ونشر الفوائد لأهل المقاصد: في الحث على التصوف.
19.كتاب النصيحة: تناول فيها مسائل فقهية وتصوفية.
20.سبيل النجاة في التصوف: تحدث في بابها الأول عن التوبة والآخرفي حفظ الأعضاء.
21.تهذيب الإنسان من خصال الشيطان: تحدث عن أحوال القلب، وعن مداخل الشيطان إلى قلب الإنسان، وعن رياضة النفس، ورياضة الصبيان.
22.بيان الأركان والشروط للطريقة الصوفية وتلقين الأسماء السبعة على طريق السادة الخلوتية: فتحدث أولا عن الأركان، وهي: تصحيح التوبة بالندم على ما فات، والتقوى بامتثال الأوامر واجتناب النواهي، والاستقامة، وضبط الأوقات والأعراض عن الخلق في جميع الأحوال..
23.لباب المدخل في آداب أهل الدين والفضل: رسالة موجزة، تحدث فيها عن: العالم والمتعلم والإمام والمؤذن والمؤدب والمجاهد والفقير المنقطع للعبادة.
24.الطريق الجادة وما احتوت عليه من الهادَّة: تناول أربعة نقاط تتعلق بالتصوف.
25.طريق الصالحين: تناول فيها ما يجب على المرإ من الأمور العقائدية.
26.نيل المرام من شيم الكرام: ذكر أنها ملخصة من كتاب «نصيحة المنصف المبصر المتعطف» للشيخ المختار بن أحمد الكنتي القادري، وهي أحاديث تحضّ على الصبر وحسن الخلق.
في السياسة الإسلامية:
27.ضياء السياسات: يتناول المسائل الدينية كالصوم والصلاة والنكاح، ومسائل في السياسة الشرعية كاتخاذ تدابير لدرإ المفاسد.
28.ضياء الحكام فيما لهم وعليهم من الأحكام: ألّفه في مدينة كنو، ويحتوي على: أحكام الهجرة، حكم نصب الإمام الأعظم وما له وعليه، الجهاد وما يتعلق به، إلقاء القبض على المتهمين والمفسدين والأشرار..
29.كتاب النصائح في أهم المصالح.
في علوم اللغة والأدب:
30.البحر المحيط: وهو كتاب منظوم في النحو، أورد فيه ما في «جمع الجوامع» و«همع الهوامع» للسيوطي.
31.الحصن الرصين: ألفية في علم الصرف.
32.لمح البرق: مختصر منظوم في النحو.
33.فتح اللطيف الوافي لعلمي العروض والقوافي.
34.تزيين الورقات لبعض ما لي من الأبيات: (ديوان شعر) يحتوي على (19) قصيدة، في: مدح شيوخه ورثاء أقاربه، وتصوير معارك الحرب وذم الرزائل والحثّ على الفضائل.
35.روض العاشق في مدح سيد العباد صلى الله عليه وسلم.
موضوعات متنوعة:
36.مصالح الإنسان: تحدث فيه عن العلوم بصفة عامة.
37.ضياء السنَد: نظم فيه جميع ما أجازه الشيخ جبريل بن عمر، وهو: القرآن الكريـــــم، الصحاح الستة، فقه المذاهب الأربعة، الشمائل للإمام الترمذي، الموطأ للإمام مالك، الجامع الصغير لجلال الدين السيوطي، كتاب الشفا للقاضي عياض اليحصبي، دلائل الخيرات للشيخ محمد بن سليمان الجزولي، أحزاب الشيخ أبي الحسن الشاذلي القادري، الخرقة الصوفية القادرية (بسنده المتصل إلى الشيخ عبد القادر الجيلاني رضي الله عنه).
38.	درر الحكم للرسول وأهل الكرم: أودع فيها مواعظ وحكما وأمثالا.
39.	موصوفة السودان: وهي في مدح أخيه وشيخه عثمان بن فودي، وذكر ما جرى بينه وبين أمير غوبر، وذكر فتوحاته.
40.	كتاب النسب: أورد فيه نسبه، وختمها ببعض أبيات له.
41.	جودة السعادة: حثّ فيها على طلب العلم، وحثّ الآباء على تعليم أولادهم وأزواجهم وعبيدهم، وختمها بالتحذير عن المعاصي.
42.	إيداع النسوخ من أخذت منه من الشيوخ، (وهو كتابنا هذا)، ذكر فيه معظم مشائخه، وما أخذ عنهم من العلوم.
43.	درع الكيئة في هجاء علم الهيئة.

## وفاته
انتقل إلى رحمة ربه عام (1244هـ)، الموافق (1829م)، ودفن في بلده ومكان رباطه (غُونْدُو)، رحم الله الشيخ وجميع أنصاره وأهل بيته.